# Farnsworth House
Het Farnsworth House is een woonhuis, bedoeld als weekend- en vakantieverblijf, te Plano, Illinois, VS, door de architect Ludwig Mies van der Rohe tussen 1946 en 1951 ontworpen en gebouwd voor de Amerikaanse arts Edith Farnsworth. Het is gebouwd in de uiterwaarden van de Fox River. 

## Eerste contacten en schetsen
In 1945 ontmoetten Van der Rohe en Dr. Farnsworth elkaar. Van der Rohe was toen een al bekende architect wiens grote "doorbraak" echter nog zou komen; Dr. Farnsworth was een gerenommeerde specialist op het terrein van de nefrologie, met grote belangstelling voor kunst (ze had oorspronkelijk violist willen worden). Ze zocht een architect voor een weekendhuis in de uiterwaarden van de rivier. Tussen beiden ontwikkelde zich een goede verstandhouding. 
De eerste schetsen van Van der Rohe voorzagen in een huis dat, vereenvoudigd gezegd, bestond uit twee platen, gesteund door kolommen, met wanden die geheel uit glas bestonden. Aan de binnenzijde waren slechts de slaapkamer en de badkamer afgescheiden. Het huis stond op "poten" die slechts weinig uitstaken boven de historische hoogwaterstanden van de rivier. 

## Ontwerp en bouw
De ontwerpfase strekte zich over meerdere jaren uit. Naarmate het ontwerp vorderde werd duidelijk dat het aanvankelijk door mevrouw Farnsworth genoemde bedrag van circa $10.000 volstrekt ontoereikend zou zijn, ook door de dure materialen waar Van der Rohe de voorkeur aan gaf (waaronder travertijn en marmer) en zijn perfectionisme. Ook een later genoemd bedrag van $40.000 werd fors overschreden: in augustus 1950 waren de bouwkosten opgelopen tot $69.868. Opmerkelijk was dat Van der Rohe wel de voorkeur gaf aan enkel glas: dubbel glas zou naar zijn oordeel, slechts tot condens tussen beide lagen glas leiden. Zowel verwarming als ventilatie bleken problematisch. Opgemerkt wordt dat Van der Rohe geen algemene opleiding als bouwkundige had genoten, en architectuur (tot op zekere hoogte) vooral als een vorm van beeldende kunst leek te zien.
In februari 1951 bleken de totale bouwkosten te zijn opgelopen tot $74.167.

## Rechtszaak
Naargelang de bouw vorderde bekoelde de relatie tussen architect en opdrachtgeefster, in die mate dat nog voordat de bouw voltooid was Van der Rohe een rechtszaak aanspande tegen Dr. Farnsworth over niet-betaalde rekeningen. Van der Rohe trad in feite op zowel als architect als (hoofd-) aannemer, en er was geen concreet bedrag afgesproken als architectenhonorarium: beide geen gebruikelijke gang van zaken bij bouwprojecten. Dr. Farnsworth betwistte de vordering: Van der Rohe zou wanprestatie hebben geleverd.
De procedure, min of meer te vergelijken met een arbitrage onder Nederlands recht, viel in eerste instantie in het voordeel van Van der Rohe uit: Dr. Farnsworth werd veroordeeld tot betaling van $12.934 en de kosten van het geding. De vervolg-procedure (waarin een andere rechter het eerste vonnis wel of niet zou bekrachtigen, in het Nederlandse recht bekend als exequatur) sleepte zich gedurende meerdere jaren voort. Voor beide partijen, maar vooral voor Van der Rohe, vormde de rechtszaak een emotionele belasting en negatieve publiciteit. Uiteindelijk werd, vier jaar later, de zaak geschikt voor een bedrag van $2.500.

## Gebruik
Dr. Farnsworth bleef het huis, ondanks de gebleken tekortkomingen, gebruiken tot 1972. Ze verhuisde daarna naar Italië. De Britse projectontwikkelaar Peter Palumbo kocht het huis, en omschreef het later als "duur in onderhoud". In 2000 bood hij het huis aan de National Trust for Historic Preservation aan, die de vraagprijs te hoog vond. In 2003 liet hij het veilen, waarbij diezelfde National Trust for Historic Preservation het huis verwierf voor $6,7 miljoen. Sedertdien is het in gebruik als museum.   

## Afbeeldingen

Plattegrond
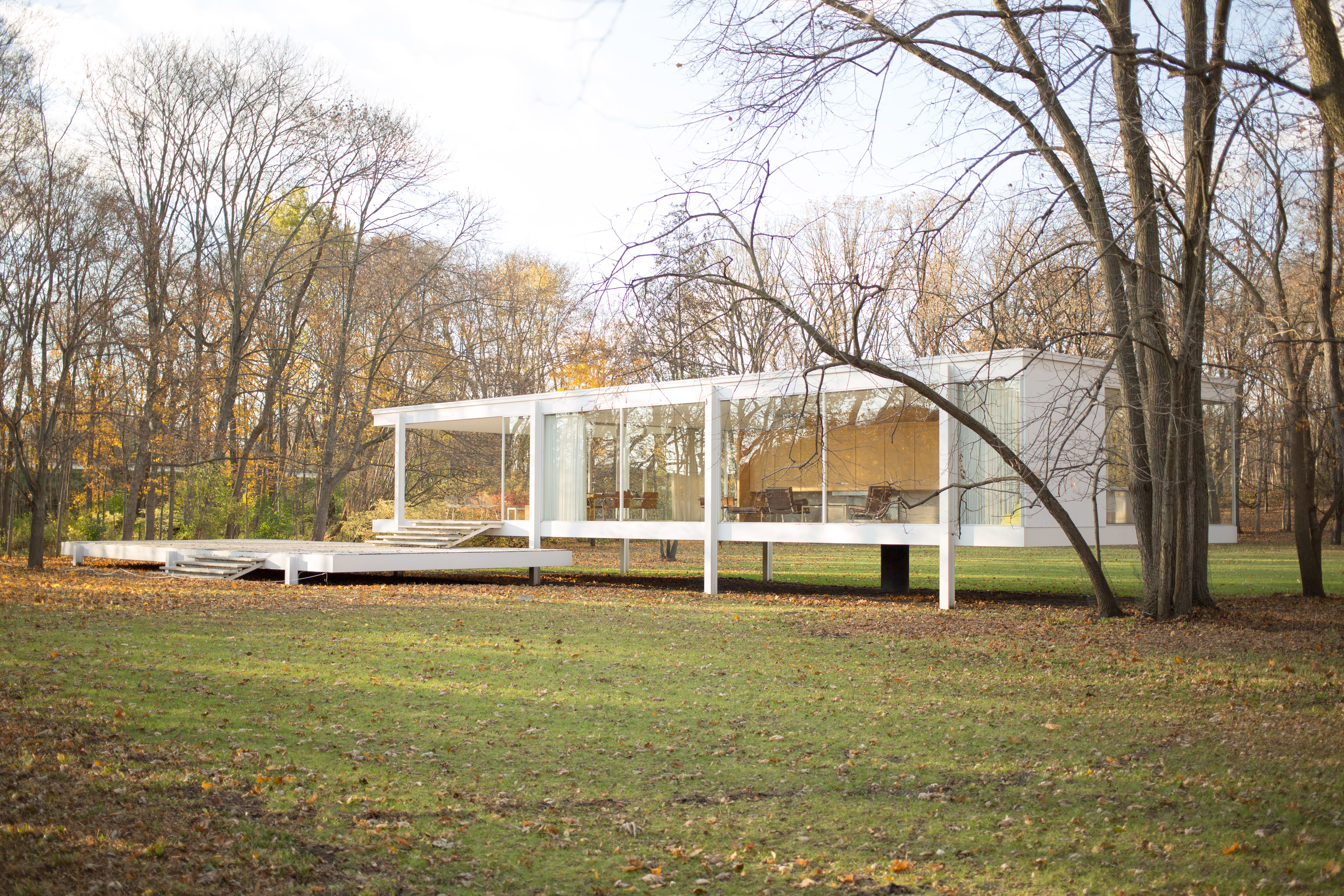
Exterieur
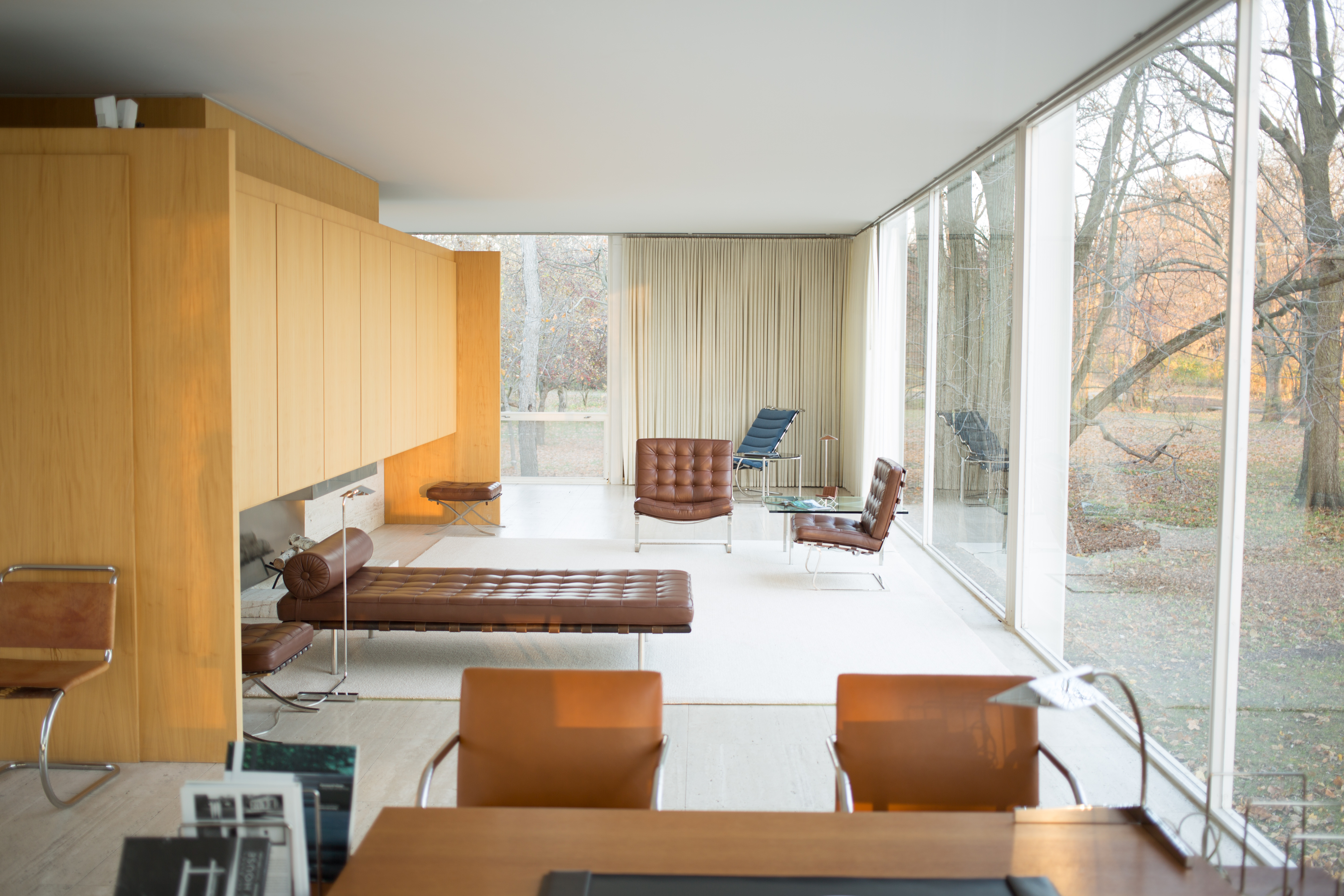
Interieur